# ۳۷۷ (میلادی)
۳۷۷ (میلادی) سیصد و هفتاد و هفتمین سال تقویم میلادی است.

## زادگان
- آرکادیوس، امپراتور روم شرقی (از ۳۹۵ میلادی تا زمان مرگ)

## درگذشتگان
‎